# Western Oasis Lines
| Western Oases Railway, 1917                                                     |                     |             |             |
| Streckenlänge:                                                                  | 200 km              |             |             |
| Spurweite:                                                                      | 762 mm (Schmalspur) |             |             |
|                                                                                 |                     |             |             |
| \| \| 0 \| Oasis Junc.[1] \| Oasis Junc.[1] \| \| \| 200 \| Kharga \| Kharga \| |                     |             |             |
| Kopfbahnhof Streckenanfang (Strecke außer Betrieb)                              | 0                   | Oasis Junc. | Oasis Junc. |
| Kopfbahnhof Streckenende (Strecke außer Betrieb)                                | 200                 | Kharga      | Kharga      |

Die Western Oasis Lines oder die Western Oasis Railway (W.O.R.) bauten und betrieben eine 200 km lange Schmalspurbahn mit einer Spurweite von 762 mm (2 Fuß 6 Zoll) in Ägypten.

## Geschichte
Die Bahnstrecke wurde unter der Leitung von Major Burton, dem Vermesser der Haifa-Baghdad-Eisenbahn gebaut. Die Strecke wurde mit einer Geschwindigkeit von 9 km pro Tag verlegt und 1907 in Betrieb genommen. Sie verlief von Oasis Junction nach Kharga. Anfangs fuhren jeweils zwei Züge pro Woche in jede Richtung. Sie hatten sowohl einen Aussichtswagen als auch einen Salonwagen mit ledergepolsterten Sitzen und blau getönten Fensterscheiben. Eine oder mehrere Lokomotiven aus der Zeit von 1922 bis 1937 stammten von Nasmyth, Wilson & Co.
Von 1974 bis 1989 wurde eine 680 km lange normalspurige Neubaustrecke von Safaga am Roten Meer über Qina nach Kharga gebaut. Dort liegen die Tartour-Bergwerke, in denen unter Tage Phosphat abgebaut werden sollte. Während der langen Bauzeit der Strecke sank der Weltpreis für Phosphat so sehr, dass der Abbau unrentabel wurde.